# Guy I. de la Roche
Guy I. (grč. Γκυ Α΄ ντε Λα Ρος) (1205. – 1263.) bio je grčki plemić, lord Tebe, Arga (Ἄργος) i Naupliona (Nafplio, grč. Ναύπλιο) te vojvoda Atene, drugi po redu.
Bio je sin prvog vojvode Atene, Otona de la Rochea.
Guyeva je majka bila Otonova prva supruga.
1240. Guy je dao svoj dio Tebe vitezu Beli od Saint-Omera, koji je bio muž Guyeve sestre Bonne de la Roche.
U proljeće 1258. Vilim II. od Ahaje (Γουλιέλμος Β΄ Βιλλεαρδουίνος) je napao Tebu i pobijedio Guya.
Nakon što se Guy sreo s kraljem Francuske Lujem IX. Svetim, Atena je i službeno postala vojvodstvo. Iste godine, 1260., Guy je primio vijest da je Vilima od Ahaje pobijedio car Bizanta Mihael VIII. Paleolog.
Guy je oženio ženu iz obitelji de Bruyeres; ovo su njihova djeca:
- Ivan I. od Atene, koji se nije oženio te nije imao djece[5][6]
- Vilim I. od Atene,[7] muž Helene, kćeri Ivana I. Duke[8][9]
- Alisa de la Roche[10][11]
- Margareta, žena Henrika I. od Vaudémonta
- Izabela de la Roche
- Katarina, žena Karla di Lagonesse od Sicilije